# هنري وليامز بلودغت
هنري وليامز بلودغت هو محامي وقاضي وسياسي أمريكي، ولد في 21 يوليو 1821 في أميرست في الولايات المتحدة، وتوفي في 9 فبراير 1905. انتخب عضو مجلس نواب إلينوي ‏.